# Сігурд II (король Норвегії)
Сігурд II (1133—1155) — король Норвегії з 1136 до 1155 року. Походив із династії Інглінгів. Мав прізвисько «Мунн», тобто «Рот».

## Життєпис
Син Гаральда IV, короля Норвегії, та Тори гуттормсдотер, королівської коханки. Був досить малим, коли його батька було вбито у 1136 році. Фактично інтереси Інге став захищати його дід, впливовий аристократ східної Норвегії. У цьому році на тінгу в ейратінгі Сігурда оголошено новим королем. Після цього об'єднався з іншими опікунами принців Магнуса та Інге Гаральдсонів. Разом вони виступили проти короля Магнуса IV та претендента на корону Сігурда Слембе. Вирішальні битви відбулися 12 листопада 1139 року — в морській битві при гольменгра поблизу Осло був розбитий і загинув Магнус IV, а на суходолі також зазнав поразки й був вбитий Сігурд Слембе.
Після цього тривало правління трьох братів — Інге I, Сігурда II, Магнуса. У 1142 частину влади було надано ще одному синові Гаральда IV — Ейнстейну, який повернувся із Шотландії. У 1145 році помирає Магнус. Втім до 1155 року відносини між братами були мирними з огляду на те, що фактично керували країною їх опікуни. За цей час у 1152 році під час візиту до Норвегії папського легата Ніколас Бреспіра було впроваджено архієпископство у Нідаросі (сучасний Тронгейм).
6 лютого 1155 спалахнув конфлікт у м. Берген поміж Інге I та Сігурдом II, під час якого останнього було вбито. Боротьбу проти Інге продовжили сини Сігурда II.

## Родина
Не був одружений.
Діти від різних коханок:
- Гокон (1147—1162)
- Сігурд (1155—1163)
- Гаральд (д/н-1170)
- Цецилія